# Bahnstrecke Kiel-Oppendorf–Kiel Ostuferhafen
| Oppendorf: links die Strecke nach Kiel Ostuferhafen, geradeaus nach Schönberger Strand |                      |                                            |                                            |
| Streckenlänge: | 4,2 km               |                                            |                                            |
| Spurweite: | 1435 mm (Normalspur) |                                            |                                            |
| Maximale Neigung: | 37,6 ‰               |                                            |                                            |
| Minimaler Radius: | 190 m                |                                            |                                            |
| Streckengeschwindigkeit: | 30 km/h              |                                            |                                            |
| |                      |                                            |                                            |
| \| \| \| von Kiel Süd \| \| \| \| 0,000 \| Oppendorf \| Oppendorf \| \| \| \| nach Schönberger Strand \| \| \| \| \| Anschluss Gewerbegebiet Söhren \| \| \| \| \| Bundesstraße 502 \| \| \| \| 2,400 \| Dietrichsdorf \| Dietrichsdorf \| \| \| \| Holzlager Dahlinger \| \| \| \| \| Marineöldepots Mönkeberg \| \| \| \| \| Heikendorfer Weg \| \| \| \| 2,897 \| Oppendorf Kraftwerk (Anst) \| Oppendorf Kraftwerk (Anst) \| \| \| \| Anschlussgleis Gemeinschaftskraftwerk Kiel \| \| \| \| 3,696 \| Kiel Ostuferhafen \| Kiel Ostuferhafen \| |                      |                                            |                                            |
| Strecke |                      | von Kiel Süd                               | von Kiel Süd                               |
| Bahnhof | 0,000                | Oppendorf                                  | Oppendorf                                  |
| Abzweig geradeaus und nach rechts |                      | nach Schönberger Strand                    | nach Schönberger Strand                    |
| Abzweig geradeaus und ehemals nach rechts |                      | Anschluss Gewerbegebiet Söhren             | Anschluss Gewerbegebiet Söhren             |
| Brücke |                      | Bundesstraße 502                           | Bundesstraße 502                           |
| Dienststation / Betriebs- oder Güterbahnhof | 2,400                | Dietrichsdorf                              | Dietrichsdorf                              |
| Abzweig geradeaus und nach links |                      | Holzlager Dahlinger                        | Holzlager Dahlinger                        |
| Abzweig geradeaus und ehemals nach rechts |                      | Marineöldepots Mönkeberg                   | Marineöldepots Mönkeberg                   |
| Strecke mit Straßenbrücke |                      | Heikendorfer Weg                           | Heikendorfer Weg                           |
| Blockstelle | 2,897                | Oppendorf Kraftwerk (Anst)                 | Oppendorf Kraftwerk (Anst)                 |
| Abzweig geradeaus und nach rechts |                      | Anschlussgleis Gemeinschaftskraftwerk Kiel | Anschlussgleis Gemeinschaftskraftwerk Kiel |
| Betriebs-/Güterbahnhof Streckenende | 3,696                | Kiel Ostuferhafen                          | Kiel Ostuferhafen                          |

Die Bahnstrecke Kiel-Oppendorf–Kiel Ostuferhafen ist eine 4,2 Kilometer lange normalspurige Anschlussbahn zum Ostufer der Kieler Förde. Sie wird nach dem gleichnamigen Fluss zusammen mit dem Abschnitt Kiel Süd–Oppendorf der Bahnstrecke Kiel Süd–Schönberger Strand auch als Schwentinebahn oder Schwentine-Bahn (kurz SB) bezeichnet.

## Geschichte
Um einen Anschluss der Howaldtswerke an der Kieler Förde sicherzustellen, gründeten die Howaldtswerke mit der Gemeinde Neumühlen-Dietrichsdorf 1909 die Kleinbahn Kieler Hafenbahn.
Die Bahnstrecke ging am 22. Juli 1910 provisorisch in Betrieb, die endgültige Inbetriebnahme fand am 13. Januar 1912 statt. Die Strecke zweigt bei Oppendorf von der Bahnstrecke Kiel–Schönberger Strand ab und diente in der Belieferung der Howaldtswerke, des Marinearsenals sowie des Marineöldepots in Mönkeberg. Die Züge wurden von der bahneigenen Dampflokomotive von der Oppendorfer Weiche abgeholt und wieder dort übergeben. 1914 wurden 37.440 Tonnen Güter transportiert. Die Aktien wurden 1938/39 vom Deutschen Reich erworben und die Kriegsmarinewerft Kiel wurde Alleinaktionär.  Nach 1945 ging die Betriebsführung an die Kiel-Schönberger Eisenbahn (KSE) über.
Nach der Schließung der Dietrichsdorfer Werftbetriebe versorgte die Anschlussbahn ab 1970 das Kohlekraftwerk Dietrichsdorf und seit den 1980er Jahren den neu erbauten Ostufer-Containerhafen.
Die von Hamburg kommenden Kohleganzzüge wurden im Rangierbahnhof Kiel-Meimersdorf aufgeteilt und von der KSE beziehungsweise des Rechtsnachfolgers Verkehrsbetriebe Kreis Plön (VKP) zum Kraftwerk gebracht.
Diese Strecke wird heute von Seehafen Kiel GmbH & Co. bedient, die die Gleisanlagen und die Betriebsführung im Herbst 2007 von der VKP übernommen hatte. Der Verkehr erfolgt im Zugleitbetrieb, der Zugleiter hatte bis 2015 seinen Sitz in Oppendorf, wo er auch die Aufgaben des Schrankenpostens innehatte.
Oppendorf war als Zugleitstelle bis August 2015 besetzt.